# Jan Kapr
Jan Kapr (* 12. März 1914 in Prag; † 29. April 1988 ebenda) war ein tschechischer Komponist.

## Leben
Kapr studierte am Prager Konservatorium bei Jaroslav Řídký und Jaroslav Křička. Von 1939 bis 1946 wirkte er als Musikredakteur beim Prager Rundfunk. Von 1950 bis 1952 war er Chefredakteur des staatlichen Musikverlages Orlík, von 1961 bis 1970 Kompositionslehrer / Professor an der Janáček-Akademie für Musik und Darstellende Kunst Brünn (JAMU). Danach lebte er als freier Komponist in Prag.
Er komponierte eine Oper »Musikanten-Märchen« (1962), ein Ballett, zehn Sinfonien, eine sinfonische Dichtung, eine Orchestersuite, zwei Klavierkonzerte und ein Violinkonzert, zahlreiche Werke in kammermusikalischer Besetzung, Klaviersonaten, eine Kantate, Chormusik, Lieder und Filmmusiken.